# BMW Sauber F1.07
Der BMW Sauber F1.07 war der Formel-1-Rennwagen von BMW Sauber für die Saison 2007.

## Technik und Entwicklung
Der F1.07 war eine Weiterentwicklung des Vorjahreswagens BMW Sauber F1.06 und entstand im Gegensatz zu diesem nun unter technischer Schirmherrschaft von BMW Motorsport, wodurch ein deutlich größeres Weiterentwicklungsbudget zur Verfügung stand als in den Vorjahren. Der F1.07 wurde unter Führung des technischen Direktors Willy Rampf um Chefdesigner Jörg Zander und Chefaerodynamiker Seamus Mullarkey entwickelt. Auffällig war das Design des Heckflügels – er war an den seitlichen Endplatten montiert und nicht wie bei den Konkurrenzfahrzeugen an Streben in der Mitte des Hecks.
Der Vertrag mit Reifenhersteller Michelin wurde nach dem Austritt des Unternehmens aus der Formel 1 zugunsten des nun Einheitsausrüsters Bridgestone nicht verlängert. Treibstoff wurde dagegen weiterhin von Petronas bezogen. Der BMW-Achtzylinder BMW P86/7 war eine Weiterentwicklung des Vorjahresmodells und wurde 2007 ausschließlich von BMW Sauber eingesetzt. Weitere technische Komponenten wie das 7-Gang-Getriebe wurden vom Team selbst entwickelt.

## Lackierung und Sponsoring
Zur Saison 2007 wurde das im Vorjahr debütierte Design praktisch unverändert übernommen. Die Fahrzeuge erschienen in einer weißen Lackierung mit blau-roten Akzenten im Corporate Design von BMW, bei der teilweise Designelemente der Williams-Fahrzeuge der frühen 2000er-Jahre übernommen wurden, auf die BMW vorher Werkseinfluss ausgeübt hatte. Die Verträge mit den Hauptsponsoren Credit Suisse, Petronas und Intel wurden verlängert.
Als kleinere Sponsoren warben unter anderem Dell Inc., O2 und Syntium.

## Fahrer und Saisonverlauf
Für die Saison 2007 blieb der von BMW geförderte Nick Heidfeld als erster Fahrer im Team. Er trat mit der Startnummer 9 an. Als Teamkollege und zweiter Fahrer ging Robert Kubica in seine erste vollständige Saison, nachdem er bereits die die letzten Rennen der Saison 2006 an der Seite von Heidfeld bestritten hatte. Als Test-/Ersatzfahrer wurden Sebastian Vettel, Timo Glock und Ho-Pin Tung engagiert. Als Folge eines schweren Unfalls beim Großen Preis von Kanada ließ Kubica den darauffolgenden Grand Prix der USA auf Empfehlung der FIA aus, wodurch Sebastian Vettel sein Formel-1-Debüt geben konnte. Der unerfahrene Deutsche hielt problemlos mit dem Rest des Feldes mit und beendete den Grand Prix auf Platz 8.
Mit dem F1.07 rückte BMW Sauber deutlich näher an die Spitze des Feldes. Heidfeld stand zwar nur zweimal auf dem Podium, bedingt durch die Professionalität der Piloten und die Zuverlässigkeit der Fahrzeuge im Zusammenspiel mit dem starken Leistungsabfall bei Renault F1 und Honda Racing konnte das Team aber praktisch jedes Rennen auf den vorderen Punkterängen beenden. Am Ende der Saison belegte BMW Sauber mit 101 Gesamtpunkten den zweiten Platz in der Konstrukteurswertung, da das Team aufgrund der Disqualifikation des McLaren-Teams im Zuge der Spionage-Affäre in der Formel 1 2007 vom dritten Platz aufrücken konnte. In der Fahrerwertung erreichte Heidfeld mit 61 Punkten den fünften Platz, was die beste Platzierung in seiner Karriere bedeutete. Hinter ihm folgte sein Teamkollege Kubica, der mit 39 Punkten als Sechster gewertet wurde. Vettel wurde mit 6 Punkten Vierzehnter, nachdem er im Zuge der Entlassung von Scott Speed in der Saisonmitte das freigewordene Cockpit bei Toro Rosso übernommen hatte und in China zusätzlich zum 8. Platz mit BMW in den USA Vierter wurde.
Zur Saison 2008 wurden die Verträge von Heidfeld und Kubica verlängert. Vettel dagegen verblieb als Stammfahrer bei Toro Rosso.

## Ergebnisse
| Fahrer               | Nr.                  | 1   | 2  | 3 | 4   | 5 | 6   | 7   | 8 | 9 | 10 | 11 | 12 | 13 | 14 | 15 | 16  | 17 | Punkte | Rang |
| -------------------- | -------------------- | --- | -- | - | --- | - | --- | --- | - | - | -- | -- | -- | -- | -- | -- | --- | -- | ------ | ---- |
| Formel-1-Saison 2007 | Formel-1-Saison 2007 |     |    |   |     |   |     |     |   |   |    |    |    |    |    |    |     |    | 101    | 2.   |
| N. Heidfeld          | 09                   | 4   | 4  | 4 | DNF | 6 | 2   | DNF | 5 | 6 | 6  | 3  | 4  | 4  | 5  | 14 | 7   | 6  | 101    | 2.   |
| R. Kubica            | 10                   | DNF | 18 | 6 | 4   | 5 | DNF |     | 4 | 4 | 7  | 5  | 8  | 5  | 9  | 7  | DNF | 5  | 101    | 2.   |
| S. Vettel            | 10                   | PO  | PO |   |     |   |     | 8   |   |   |    |    |    |    |    |    |     |    | 101    | 2.   |

| Legende  | Legende            | Legende                                                          |
| Farbe    | Abkürzung          | Bedeutung                                                        |
| -------- | ------------------ | ---------------------------------------------------------------- |
| Gold     | –                  | Sieg                                                             |
| Silber   | –                  | 2. Platz                                                         |
| Bronze   | –                  | 3. Platz                                                         |
| Grün     | –                  | Platzierung in den Punkten                                       |
| Blau     | –                  | Klassifiziert außerhalb der Punkteränge                          |
| Violett  | DNF                | Rennen nicht beendet (did not finish)                            |
| Violett  | NC                 | nicht klassifiziert (not classified)                             |
| Rot      | DNQ                | nicht qualifiziert (did not qualify)                             |
| Rot      | DNPQ               | in Vorqualifikation gescheitert (did not pre-qualify)            |
| Schwarz  | DSQ                | disqualifiziert (disqualified)                                   |
| Weiß     | DNS                | nicht am Start (did not start)                                   |
| Weiß     | WD                 | zurückgezogen (withdrawn)                                        |
| Hellblau | PO                 | nur am Training teilgenommen (practiced only)                    |
| Hellblau | TD                 | Freitags-Testfahrer (test driver)                                |
| ohne     | DNP                | nicht am Training teilgenommen (did not practice)                |
| ohne     | INJ                | verletzt oder krank (injured)                                    |
| ohne     | EX                 | ausgeschlossen (excluded)                                        |
| ohne     | DNA                | nicht erschienen (did not arrive)                                |
| ohne     | C                  | Rennen abgesagt (cancelled)                                      |
| ohne     | keine WM-Teilnahme |                                                                  |
| sonstige | P/fett             | Pole-Position                                                    |
| sonstige | 1/2/3/4/5/6/7/8    | Punktplatzierung im Sprint-/Qualifikationsrennen                 |
| sonstige | SR/kursiv          | Schnellste Rennrunde                                             |
| sonstige | *                  | nicht im Ziel, aufgrund der zurückgelegten Distanz aber gewertet |
| sonstige | ()                 | Streichresultate                                                 |
| sonstige | unterstrichen      | Führender in der Gesamtwertung                                   |